# Arctia lactipennis
Arctia lactipennis là một loài bướm đêm thuộc phân họ Arctiinae, họ Erebidae.